# (35604) 1998 HZ124
1998 HZ124 (asteroide 35604) é um asteroide da cintura principal. Possui uma excentricidade de 0.16267850 e uma inclinação de 12.87016º.
Este asteroide foi descoberto no dia 23 de abril de 1998 por LINEAR em Socorro.